# زیرکون ایرویز بنین
زیرکون ایرویز بنین (به انگلیسی: Zircon Airways Benin) یک شرکت هواپیمایی با کد یاتا Z4 است که در تاریخ ۲۰۰۲ میلادی تأسیس شده است.